# Рис, Севу
Севулони Ласеи Рис (род. 13 февраля 1997 года) - новозеландский регбист, играет на позициях трехчетвертного, вингера и фулбека. Игрок клуба  Уаикато во внутреннем чемпионате Новой Зеландии (Кубок Mitre10) и клуба Крусейдерс, выступающего в главном клубном турнире южного полушария Супер Регби. Игрок сборной Новой Зеландии по регби. Бронзовый призёр Кубка мира 2019.

## Карьера
Севу Рис дебютировал во взрослом регби в 19 лет в составе Уаикато в рамках Кубка Mitre10 в 2016 году в котором совершил 7 попыток.
В 2018 году должен был перейти ирландский Коннахт после окончания контракта с Уаикато. Но по причине того, что Рис был признан виновным в деле о домашнем насилии Коннахт отказался от услуг игрока.
В декабре 2018 Риса пригласили состав клуба Крусейдерс, который играет в Супер Регби. Прошел с клубом предсезонку, а после травмы Исраэля Дэгга получить возможность дебютировать в основном составе команды. В дебютном матче против Чифс совершил попытку и получил звание "Игрок матча". После удачного дебюта Рис закрепился в составе Крусейдерс, занес 15 попыток и возглавил список бомбардиров Супер Регби сезона 2019